# Свети Стефан (Цариград)
Вижте пояснителната страница за други значения на Свети Стефан.
„Свети Стефан“ (на турски: Aya Stefan, Bulgar Kilisesi, Българската църква), известна като Желязната църква, е православна българска църква в Истанбул, Турция, направена от готови железни елементи. „Свети Стефан“ е единствената православна желязна църква. Представлява трикорабна базилика с кръстообразна форма и красиви орнаменти. Олтарът е обърнат към Златния рог, а над притвора се издига 40-метрова камбанария. Храмът е създаден в края на XIX век и струва на българската държава над 1 милион франка.

## История и архитектура

### Дървеният храм
През 1849 година влиятелният османски държавник, българинът княз Стефан Богориди подарява за български черковни нужди голям двор с три постройки – една дървена и две каменни, в цариградския квартал „Фенер“ между площадите „Балат“ и „Фенер“, на самия бряг на Златния рог, близо до седалището на Вселенската патриаршия.
На 17 октомври 1849 година е издаден официален султански ферман, позволяващ на българите да имат собствен молитвен дом. Долният етаж на подарената от Богориди дървена къща е превърнат във временен параклис и е тържествено осветен на 9 октомври 1849 година от митрополит Прокопий Созоагатополски, единственият от архиереите на Вселенската патриаршия, който може да служи на църковнославянски. По-късно параклисът прераства в самостоятелен храм, известен като Дървената църква, и посветен на първомъченик и архидякон Стефан в чест на дарителя Стефан Богориди.
На 25 октомври 1859 г. княз Никола Богориди поставя основния камък на Желязната църква „Свети Стефан“. Поставянето на основния камък е напълно символичен акт от страна на Богориди, тъй като истинското строителство на днешната църква започва 33 години по-късно, когато екзарх Йосиф I Български също полага основния камък на 27 април 1892 г.
През 1850 година каменните къщи в двора са разрушени и с материала е изградена триетажна постройка с 25 стаи, известна като Метоха, която по-късно става седалище на Българската екзархия, създадена със султански ферман на 27 февруари 1870 година. Екзархията функционира в Истанбул и след Освобождението на България до Балканската война през 1912 година.

### Железният храм
На 25 юни 1890 година със султански ферман се разрешава на Българската екзархия да построи нов храм на мястото на Дървената църква.
Автор на проекта е живелият в Османската империя архитект от арменски произход Ховсеп Азнавур.
Основният камък е поставен от екзарх Йосиф I през месец юни 1891 г. Тъй като теренът е нестабилен архитектът предлага конструкцията на църквата да бъде от предварително изготвени сглобяеми железни плоскости, а не с бетонни основи. Търгът за изработване на чугунените елементи на църквата е спечелен от виенската фирма Рудолф Филип Ваагнер, макар тя да не е строила дотогава железни църкви. Но Ваагнер вече има стабилен авторитет в областта на железните изработки – на виенското изложение през 1873 година компанията излага продуктите си в оргомен павилион от стъкло и желязо.
Елементите, тежащи 500 тона, са изработени във Виена между 1893 и 1895 година и са откарани по железницата до Триест, а оттам с параходи до Цариград. Скелетът на църквата е от стомана, а страните от ковано желязо, всички елементи са захванати за основите с болтове, гайки и нитове – общо около 4 милиона. Сглобяването на Желязната църква приключва на 14 юли 1896 г.
В архитектурно отношение отвън църквата съчетава елементи на необарок, неоготика и византийски стил. Интериорът също е изработен във Виена – коринтски колони, ангелчета и флорални мотиви са завинтени или занитени във вътрешността. Стилът на интериора има ар нуво влияние – първият пример за ар нуво в Истанбул. Виенските майстори изработили иконостаса по католически образец и секретарят на екзархията Атанас Шопов с архитекта Азнавур са принудени да отидат до Русия, за да преговарят с руска фирма за избработка на православен иконостас. Иконостасът е направен от московската фирма на Николай Ахапкин, иконите са изписани от руския художник Клавдий Лебедев, а шестте камбани са отлети също в Русия, в Ярославъл във фабриката на Пьотър Оловянишников. Две от шестте камбани звучат и до днес.
„Свети Стефан“ е резултат от експериментирането с железни църкви във втората половина на XIX век. Преносимите железни църкви са британско изобретение и са използвани за отдалечените британски колонии като Австралия. Създателят на Айфеловата кула, френският инженер Густав Айфел също изработва железни църкви, които са изпращани във Филипините и Перу. Днес „Свети Стефан“ е една от малкото оцелели железни църкви в света.

### Освещаване и дейност
Тържественото освещаване на новата църква „Свети Стефан“ е извършено от екзарх Йосиф I на 8 септември 1898 година – Рождество Богородично. От старата дървена църква е съхранен само напрестолният камък от олтара, като паметник, който да напомня за историческата ѝ роля в продължение на половин век.
Протойерей на църквата дълги години е българският свещеник Йоаким Мустрев от Охрид, изпратен от Българската екзархия. Служи там от 1921 година до уволнението си в 1938 година. След това е върнат в 1945 година и остава там до смъртта си в 1963 година.
В двора на „Свети Стефан“ са погребани българските църковни дейци Иларион Макариополски, Авксентий Велешки, Мелетий Велешки и Паисий Пловдивски.
- Освещаване на църквата в 1898 г., османска пощенска картичка
- Църквата откъм Златния рог, османска пощенска картичка
- „Свети Стефан“ през 1898 г.

## Галерия
- Изглед откъм Златния рог
- Свети Стефан отпред
- Иконостасът на църквата
- Интериор